# لینالول
لینالول (به انگلیسی: Linalool) با فرمول شیمیایی C۱۰H۱۸O یک ترکیب شیمیایی با شناسه پاب‌کم ۶۵۴۹ است. که جرم مولی آن 154.25 g/mol می‌باشد. 